# بابی کوی
بابی کوی (انگلیسی: Bobby Coy؛ زادهٔ ۳۰ نوامبر ۱۹۶۱) بازیکن فوتبال اهل بریتانیا است.
از باشگاه‌هایی که در آن بازی کرده‌است می‌توان به باشگاه فوتبال آیلزبری یونایتد، باشگاه فوتبال ولورهمپتون واندررز، باشگاه فوتبال نورث‌همپتون تاون، و باشگاه فوتبال آلترینچام اشاره کرد.